# Tamied
Tamied (Hebreeuws: תמיד, letterlijk dagelijkse offers) is het negende traktaat (masechet) van de Orde Kodasjiem (Seder Kodasjiem) van de Misjna en de Talmoed. Het beslaat zes hoofdstukken.
Het traktaat Tamied bespreekt de voorschriften voor het dagelijkse offer (zoals omschreven in Exodus 29:38 vv. en Numeri 28:3 vv.) en de tempeldienst.
Tamied bevat alleen Gemara (rabbijns commentaar op de Misjna) in de Babylonische Talmoed, bestaande uit 8 folia en komt aldus in de Jeruzalemse Talmoed niet voor.